# Ringshults naturreservat
Ringshults naturreservat är ett naturreservat i Alvesta kommun i Kronobergs län.
Området är skyddat sedan 2021 och omfattar 132 hektar. Det är beläget vid Åsnens västra strand och några öar i sjön och består av ädellövskog, triviallövskog och tallskog. 